# Robert Bell
Robert Bell (ur. 30 kwietnia 1979 w Newcastle upon Tyne) – brytyjski kierowca wyścigowy.

## Kariera
Bell rozpoczął karierę w wyścigach samochodowych w 1998 roku od startów w Formule Junior Vauxhall. Z dorobkiem 71 punktów uplasował się tam na piątej pozycji w klasyfikacji generalnej. W późniejszych latach pojawiał się także w stawce Formuły Vauxhall, Festiwalu Formuły Ford, Brytyjskiej Formuły Ford, Brytyjskiej Formuły Renault, Avon Tyres Formula Ford Eurotour, Zimowych Mistrzostw Formuły Renault, Formuły Ford Slick 50, Formuły Renault 2.0 Fran-Am, Europejskiego Pucharu Formuły Renault V6, Le Mans Series, 24h Le Mans, FIA GT Championship, American Le Mans Series, British GT Championship, 24H Series, Grand American Rolex Series, International GT Open, City Challenge Baku GT, Blancpain Endurance Series, ADAC GT Masters oraz FIA World Endurance Championship.